# Vrouwendiscriminatie

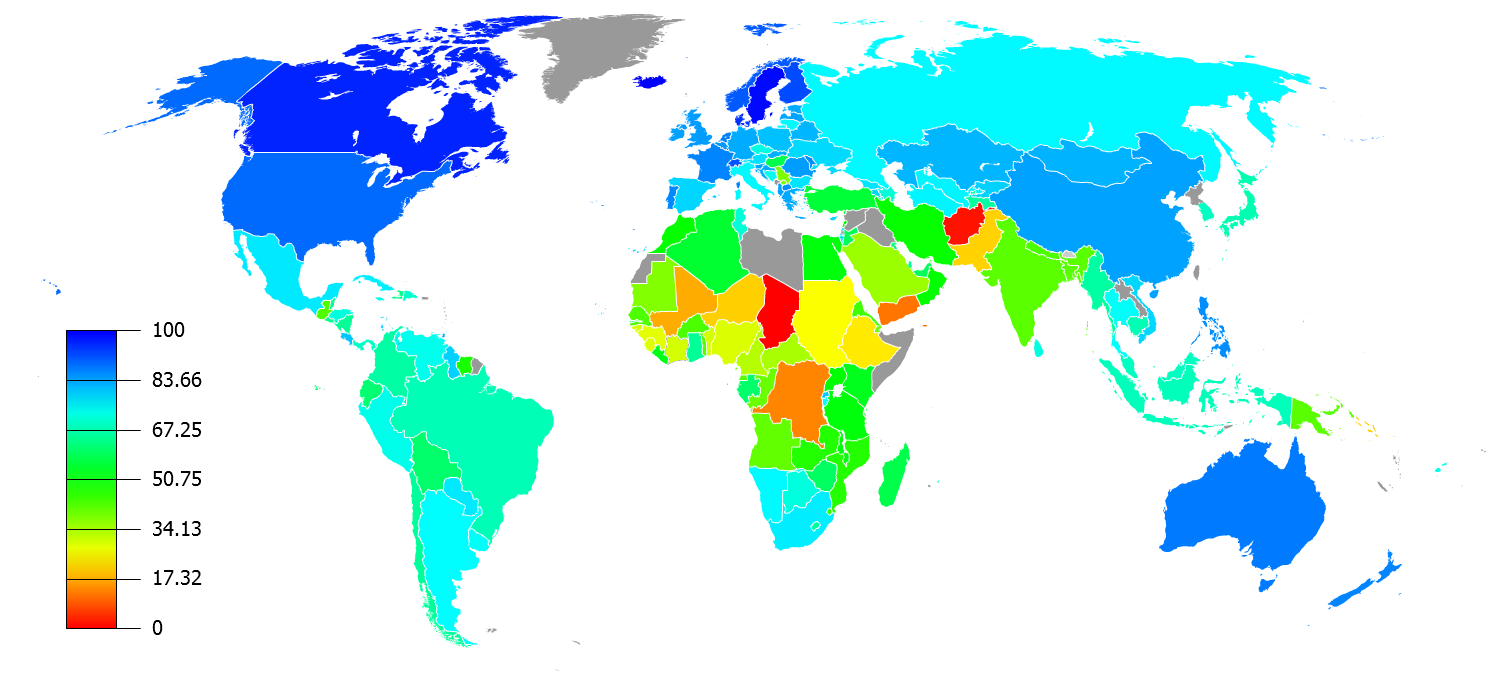
Status van vrouwen in de wereld (Lauren Streib, Newsweek 20 september 2011)

Vrouwendiscriminatie is een gevolg van seksisme dat zich uit in de achterstelling van vrouwen in bijvoorbeeld zeggenschap over het eigen leven en seksualiteit, opleiding, politieke mogelijkheden, werk en salaris. Vrouwendiscriminatie heeft geleid tot verzet bij vrouwen en soms bij mannen, en daarmee tot het feminisme, dat in Nederland als eerste feministische golf en tweede feministische golf tot uiting is gekomen. Het slagen van het verzet heeft geleid tot een proces van vrouwenemancipatie.

## India en China
Vrouwendiscriminatie kan al beginnen in de baarmoeder. Sinds de jaren 80 van de 20e eeuw ontstaat er een mannenoverschot in enkele Aziatische landen, zoals India en China. In de eerste helft van de 21e eeuw verwacht men daar een mannenoverschot van 12 tot 15 procent. Dit wordt onder andere veroorzaakt doordat via een echoscopie tijdens de zwangerschap het geslacht van de vrucht kan worden bepaald. De ouders besluiten dan vaak tot abortus als het om een meisje gaat. Daarnaast worden vrouwelijke zuigelingen soms verwaarloosd, wat een grotere sterfte van de babymeisjes tot gevolg heeft.

## Saoedi-Arabië
Vrouwen zijn zeer beperkt in hun bewegingsvrijheid in Saoedi Arabië. Ze kunnen niet zonder begeleiding van een mannelijk familielid de straat op. Ze zijn ook verplicht een hoofddoek te dragen en het gehele lichaam te bedekken. Tot juli 2018 was Saoedi-Arabië het enige land ter wereld waar vrouwen niet mogen autorijden. Het is vrouwen niet toegestaan zelfstandig officiële transacties en grote aankopen te doen. In restaurants dienen vrouwen apart te gaan zitten. Ook westerse restaurants als McDonald's hebben aparte ruimten voor mannen en vrouwen. Vrouwen hebben ook geen eigen identiteitskaart, maar zijn geregistreerd onder hun vader of echtgenoot. Mannen mogen meerdere vrouwen hebben, andersom niet.

## Iran
Ongelijkheid tussen mannen en vrouwen is in Iran bij wet geregeld. Hun getuigenis telt half zoveel als die van een man. Vrouwen hebben toestemming van hun man nodig hebben naar het buitenland te reizen. Bij overspel kunnen zij de doodstraf krijgen door steniging. Op het dragen kleding die niet aan de Islamitische voorschriften voldoet, kan tot 2 maanden cel of een boete van 500.000 Rials (39 euro) gegeven worden. Circa 70 universitaire studies zijn niet toegankelijk voor vrouwen. Stadsbussen zijn verdeeld in een mannen- en een vrouwensectie. Mannen zitten voor en vrouwen achter in de bus. Een hek in het midden van de bus zorgt voor een strikte scheiding. Het is voor vrouwen verboden om (mannen)voetbalwedstrijden te bezoeken. De basis van ongelijkheid ligt bovendien verankerd in de wet. In Iran wordt de sharia toegepast, hierin is de vrouw wettelijk ongelijk ten opzichte van de man. De sharia kent het begrip 'bloedgeld'. Dit betekent dat de dader moet betalen in geval van een dodelijk misdrijf. Een mannenleven is daarbij twee keer zoveel waard als een vrouwenleven.
In hun hoedanigheid van handhaver van orde en wet doet de Basij (religieuze politie) in steden en dorpen ook dienst als zedenpolitie. Zij dwingt het dragen van de hijab (volledig bedekken van hoofd en lichaam) af en arresteert vrouwen die de kledingvoorschriften overtreden. Artikel 19 van de Grondwet stelt dat een ieder in Iran, ongeacht de stam of clan, gelijke rechten geniet en dat mensen met een bepaalde huidskleur, ras, taal en zo meer geen voorrechten genieten. Artikel 20 van de Grondwet stelt dat alle ‘leden van de natie’, man en vrouw, gelijke bescherming van de wet en alle mensenrechten, economische, politieke, sociale en culturele rechten genieten, met inachtneming van de principes van de islam.

## Pakistan
In een poging het geweld richting vrouwen tegen te gaan, stemde het Pakistaans parlement in november 2006 in met een wetswijziging ten aanzien van verkrachting en overspel. Vrouwen die het slachtoffer van verkrachting zijn geworden, hoeven niet langer vier mannelijke ooggetuigen op te voeren die haar verhaal bevestigen om te voorkomen dat ze mogelijk vervolgd wordt wegens overspel. Vanuit streng Islamitische parlementariërs kwam overigens fel verzet tegen de versoepeling van deze wetgeving, omdat het "vrije seks" in de hand zou werken. Een van de vormen van mishandeling die veelvuldig voorkomt in Pakistan, is het gezicht van vrouwen verminken met zuur. Volgens de Aurat Foundation werden in 2010 minstens 8000 gevallen gerapporteerd van geweld tegen vrouwen, waaronder deze zuuraanvallen en gedwongen huwelijken. Dit aantal is gebaseerd op mediaberichten, dus de kans bestaat dat dit aantal in de realiteit nog hoger ligt, omdat veel van dit soort geweld verborgen zou blijven.
In 2020 werd een nieuwe wet aangenomen die daders van verkrachtingen sneller en zwaarder zou moeten bestraffen.